# معركة بوغسايد
معركة بوغسايد هي أعمال شغب جماعية كبيرة جدًا وقعت في الفترة من 12 إلى 14 أغسطس 1969 في ديري بأيرلندا الشمالية. كان القتال بين سكان منطقة بوغسايد (المنظمة تحت إشراف جمعية دفاع المواطنين في ديري)، وشرطة أولستر الملكية جنبًا إلى جنب مع النقابيين المحليين.
اندلعت أعمال الشغب في ختام موكب الأولاد المتدربين الذي كان يمر على طول أسوار المدينة، بعد منطقة بوغسايد الكاثوليكية. اندلعت أعمال شغب عنيفة بين النقابيين المحليين والشرطة من جهة والكاثوليك من جهة أخرى. استمرت أعمال الشغب بين الشرطة وسكان بوغسايد لمدة ثلاثة أيام. لم تتمكن الشرطة من دخول المنطقة، وفي النهاية نُشر الجيش البريطاني لاستعادة النظام. يُنظر إلى أعمال الشغب، التي أشعلت فتيل أعمال عنف واسعة النطاق في أماكن أخرى من أيرلندا الشمالية، على أنها إحدى أولى المواجهات الرئيسية في الصراع المعروف باسم المشاكل.

## خلفية
كانت التوترات تتصاعد في ديري منذ أكثر من عام قبل معركة بوغسايد. يعود ذلك جزئيًا إلى المظالم التي طال أمدها من قبل الكثير من سكان المدينة. كانت المدينة ذات أغلبية كاثوليكية وقومية. في عام 1961، على سبيل المثال، كان عدد السكان 53,744 نسمة، منهم 36,049 كاثوليكي و17695 بروتستانتي. ومع ذلك، بسبب التلاعب في الدوائر الانتخابية بعد تقسيم أيرلندا، فقد حكمها حزب أولستر الاتحادي منذ عام 1925.

### مظالم القوميين
حافظ النقابيون على سيطرتهم السياسية على ديري بطريقتين. أولًا، تلاعبوا بالدوائر الانتخابية لمنح النقابيين أغلبية الممثلين المنتخبين في المدينة. منطقة لندنديري كاونتي بورو، التي غطت المدينة، فاز بها القوميون في عام 1921. استعادها النقابيون، على أية حال، بعد إعادة ترسيم الحدود الانتخابية من قبل الحكومة النقابية في برلمان أيرلندا الشمالية.
ثانيًا، لم يُسمح إلا لأصحاب أو مستأجري المسكن وأزواجهم بالتصويت في الانتخابات المحلية. جادل القوميون بأن النقابيين احتفظوا بهذه الممارسات بعد إلغائها في بريطانيا العظمى عام 1945 من أجل تقليل التصويت المناهض للوحدة. تشير الأرقام إلى أنه في مدينة ديري، شكل القوميون 61.6% من الناخبين البرلمانيين، لكن 54.7% فقط من ناخبي الحكومة المحلية. كما كان هناك تمييز واسع النطاق في التوظيف.
نتيجة لذلك، على الرغم من أن الكاثوليك كانوا يشكلون 60% من سكان ديري عام 1961، بسبب تقسيم الدوائر الانتخابية، فقد حصل النقابيون على أغلبية 12 مقعدًا مقابل 8 مقاعد في مجلس المدينة. عندما ظهرت احتمالية فوز القوميين بأحد الدوائر، أعيد ترسيم الحدود للحفاظ على السيطرة النقابية. منحت السيطرة على مجلس المدينة النقابيين السيطرة على تخصيص المساكن العامة، والتي خصصوها بطريقة تحافظ على السكان الكاثوليك في عدد محدود من العنابر. كان لهذه السياسة تأثير إضافي في خلق نقص في المساكن للكاثوليك.